# 老𡎜角
老𡎜角（印尼語：Lonam）是印度尼西亞西加里曼丹省三發縣邦戛鎮下屬的一個村，位於該鎮中部，東接巴拉巴乾村，南連象山村，西鄰夏拉班村，西北與本也葉村為界，北以三發河與南假獅鎮Jelu Air村為界。